# Saint-Cernin-de-l’Herm
Saint-Cernin-de-l’Herm – miejscowość i gmina we Francji, w regionie Nowa Akwitania, w departamencie Dordogne.
Według danych na rok 1990 gminę zamieszkiwały 222 osoby, a gęstość zaludnienia wynosiła 14 osób/km² (wśród 2290 gmin Akwitanii Saint-Cernin-de-l’Herm plasuje się na 955. miejscu pod względem liczby ludności, natomiast pod względem powierzchni na miejscu 711.).